# Perse
Die Nymphe Perse (altgriechisch Πέρση Pérsē) oder Perseis (Περσηίς Persēís) ist eine Tochter des Okeanos und der Tethys und somit eine der 3000 Okeaniden.
Sie gilt als griechische Göttin des Neumondes und stellt damit das Gegenstück zu Selene, der Göttin des Vollmonds, dar. Zum Teil wird Perse als identisch mit der zaubermächtigen Hekate angesehen, in Übereinstimmung mit der Weitergabe von Zauberkräften an einige ihrer Kinder.
Perse ist mit Helios (oder Apollo) verheiratet  und die Mutter von Kirke, Pasiphae, Aietes, Perses und (nicht der Version von Homer entsprechend) Kalypso.
Der wissenschaftliche Name des Guineaturako (Tauraco persa) bezieht sich auf sie.